# George Rassas
George James Rassas (ur. 26 maja 1942 w Baltimore, Maryland) – amerykański duchowny katolicki, biskup pomocniczy Chicago w latach 2005–2018.

## Życiorys
Święcenia kapłańskie otrzymał z rąk kardynała Johna Cody'ego w dniu 2 maja 1968. Inkardynowany do archidiecezji Chicago, był m.in. dyrektorem kurialnego wydziału ds. rodzin, proboszczem w Lake Forest oraz wikariuszem generalnym archidiecezji.
1 grudnia 2005 mianowany biskupem pomocniczym Chicago ze stolicą tytularną Reperi. Sakry udzielił mu kard. Francis George OMI. Jako biskup odpowiadał za Wikariat I.
3 lipca 2018 przeszedł na emeryturę.